# Кучинский, Евгений Владимирович
Евгений Владимирович Кучинский (род. 28 сентября 1958) — советский и российский военачальник, генерал-майор, начальник Военной академии РХБ защиты имени Тимошенко (2007—2012), доктор химических наук, профессор.

## Биография
Курсант Саратовского высшего военного инженерного училища химической защиты в 1976—1982 годах. Проходил службу в 1982—1999 годах в в/ч 61469 в Шиханах на должностях инженера, инженера-испытателя, младшего научного сотрудника, начальника лаборатории, старшего научного сотрудника, заместителя начальника отдела, начальника отдела и начальника управления. Участник ликвидации последствий Чернобыльской аварии.
В 1999—2001 годах служил в 27-м Научном центре Министерства обороны Российской Федерации в должности начальника управления — заместителя начальника центра. В 2001—2007 годах служил в УНВ РХБЗ, занимая должность заместителя и председателя военно-научного комитета при управлении, заместителя начальника войск РХБЗ по вооружению и научно-исследовательской работе. В 2007—2012 году начальник Военной академии РХБЗ имени С. К. Тимошенко. С марта 2012 по август 2014 года — начальник 4-го управления Главного управления кадров Министерства обороны. В августе 2014 года назначен на должность начальника Управления военного образования Министерства обороны — заместителя начальника Главного управления кадров Министерства обороны.
Советник генерального директора Государственного научно-исследовательского института органической химии и биологии. Участник выполнения научно-исследовательских и испытательных работ, разработки и принятия на вооружение новых образцов средств РХБЗ, а также организации серийного производства. Участник реализации мероприятий по развитию и совершенствованию систем защиты от оружия массового поражения и программы уничтожения химического оружия. Автор более 140 научных трудов, 8 авторских свидетельств и 4 патентов на изобретение.

## Награды
- орден Мужества[1]
- орден «За военные заслуги»[1]
- орден Почёта[5]
- медаль ордена «За заслуги перед Отечеством» II степени[1]
- медаль «70 лет Вооружённых Сил СССР»[1]
- медаль «За отличие в воинской службе»[5]
- медаль «За воинскую доблесть» I степени[5]
- медаль «За безупречную службу» II и III степеней[5]
- медаль «200 лет Министерству обороны»[5]
- иные медали[5]